# 1998年長野オリンピックのスイス選手団
1998年長野オリンピックのスイス選手団（1998ねんながのオリンピックのスイスせんしゅだん）は、1998年2月7日から2月22日まで、日本の長野県長野市を中心とする地域を会場として開催された1998年長野オリンピックのスイス選手団、およびその競技結果。

## 概要
今大会は金メダル2個、銀メダル2個、銅メダル3個の合計7個のメダルを獲得した。
今大会から正式種目となったスノーボードでは、男子ハーフパイプでジャン・シメンが金メダルを獲得した。

## メダル
| メダル | 選手名 | 競技                 | 種目               |
| ------ | --- | -------------------- | ------------------ |
| 金     | ジャン・シメン                                                                                             | スノーボード         | 男子ハーフパイプ   |
| 金     | パトリック・ヒューリマン パトリック・レルチャー ダニエル・ミューラー ディエゴ・ペレン ドミニク・アンドレス | カーリング           | 男子               |
| 銀     | ディディエ・キュシュ                                                                                       | アルペンスキー       | 男子スーパー大回転 |
| 銀     | マルセル・ローナー マルクス・ニュスリ マルクス・ヴァッサー ベアト・サイツ                                  | ボブスレー           | 男子4人乗り        |
| 銅     | ミヒャエル・フォン・グリュニゲン                                                                           | アルペンスキー       | 男子大回転         |
| 銅     | コレッテ・ブラント                                                                                         | フリースタイルスキー | 女子エアリアル     |
| 銅     | ユリ・ケステンホルツ                                                                                       | スノーボード         | 男子大回転         |